# ロルシカ
ロルシカ(イタリア語: Lorsica)は、イタリア共和国リグーリア州ジェノヴァ県にある、人口約400人の基礎自治体（コムーネ）。

## 地理

### 位置・広がり

#### 隣接コムーネ
隣接するコムーネは以下の通り。
- チカーニャ
- ファヴァーレ・ディ・マルヴァロ
- モコーネジ
- モンテブルーノ
- ネイローネ
- オレーロ
- レッツォアーリオ
- トッリーリア

## 行政

### 分離集落
ロルシカには、以下の分離集落（フラツィオーネ）がある。
- Acqua di Sopra, Barbagelata, Castagneto, Figarolo (sede comunale), Lorsica, Verzi